# Gustav Schaller
Gustav Josef Schaller (* 28. November 1866 in Luzern; † 9. Dezember 1945 ebenda, heimatberechtigt in Emmen LU und Luzern) war ein Schweizer Politiker (liberal, danach FDP).

## Biografie
Gustav Schaller kam am 28. November 1866 in Luzern als Sohn des Müllers und Handelsmanns Franz Müller und der Martha Müller, geborene Wolflisberg, zur Welt. Schaller besuchte die Volksschule und das Gymnasium in Luzern. Anschliessend nahm er das Studium der Rechte an Universitäten in Leipzig, München, Bern und Heidelberg auf und wurde Dr. iur. Nach dem Studium arbeitete Gustav Schaller als Rechtsanwalt/Fürsprech in seiner Heimatstadt Luzern.
Seine politische Karriere auf kantonaler Ebene beschränkte sich auf die Mitgliedschaft im Luzerner Grossen Rat (heute Kantonsrat), dem er von 1917 bis 1919 und von 1923 bis 1935 angehörte.
Auf kommunaler Ebene begann seine politische Karriere 1907 mit der Wahl in den Grossen Stadtrat (Parlament der Stadt Luzern). Diesem Gremium gehörte er bis zum 30. Juni 1915 und erneut von 1919 bis 1923 an. Im Jahr 1912 war er Präsident des Grossen Stadtrats. Im Jahr 1916 wurde Gustav Schaller sowohl in den Luzerner Stadtrat (Stadtregierung) als auch zum Stadtpräsidenten von Luzern gewählt. Er leitete als Stadtrat die Polizeidirektion. Beide Ämter gab er 1919 ab.
Gustav Schaller war während kurzer Zeit auch auf nationaler Ebene politisch tätig. Von 1917 bis 1919 gehörte er dem Nationalrat an. Ausserdem war er von 1917 bis 1943 Mitglied im Bankrat der Schweizerischen Nationalbank. Von 1935 bis 1938 war er Präsident dieses Gremiums.
Daneben war Gustav Schaller in zahlreichen Verwaltungsräten aktiv.
Gustav Schaller war zuerst seit 1895 mit Rosa Muth und in zweiter Ehe seit 1926 mit Elisabetha Stoffel verheiratet.

## Archive
- Staatsarchiv Luzern: Biographien der Luzerner Gemeinderäte 1831-1988 (E.z 161) und Luzerner Grossratsbiographien 1831-1995 (E.z 111, Band 7, Nummer 1545).
- Staatsarchiv Luzern: National- und Ständeratsmaterialien.